# Amateur (pel·lícula de 2016)
Amateur és una pel·lícula argentina de suspens coescrita i dirigida per Sebastián Perillo i protagonitzada per Alejandro Awada, Esteban Lamothe, Jazmín Stuart i Eleonora Wexler. Es va estrenar el 24 de novembre de 2016 a l'Argentina.

## Sinopsi
Martín, un director de televisió solitari (Esteban Lamothe) s'obsessiona amb la seva veïna Isabel (Jazmín Stuart), quan troba un vídeo eròtic on ella hi participa.
Però Isabel resulta ser la dona de Guillermo Battaglia (Alejandro Awada), l'amo del canal de televisió on Martín treballa. Isabel guarda un secret que el posarà en perill.

## Dates d'estrena
| Dates d'estrena (Font: IMDb) |                |      |
| País                         | Data           | Any  |
| Argentina                    | 24 de novembre | 2016 |

## Repartiment
- Esteban Lamothe com Martín Suárez.
- Jazmín Stuart com Isabel.
- Alejandro Awada com Guillermo Battaglia.
- Eleonora Wexler com Laura.

## Premis
| Any  | Premi/Festival                                    | Categoria                        | Resultat  |
| ---- | ------------------------------------------------- | -------------------------------- | --------- |
| 2018 | XXIV Mostra de Cinema Llatinoamericà de Catalunya | Millor Actriu (Maria Ribeiro)    | Guanyador |
| 2018 | XXIV Mostra de Cinema Llatinoamericà de Catalunya | Millor pel·lícula                | Guanyador |
| 2018 | XXIV Mostra de Cinema Llatinoamericà de Catalunya | Millor direcció                  | Guanyador |
| 2016 | Festival Internacional de Cinema de Mar del Plata | Premi SADAIC millor banda sonora | Guanyador |